# Maria Mia

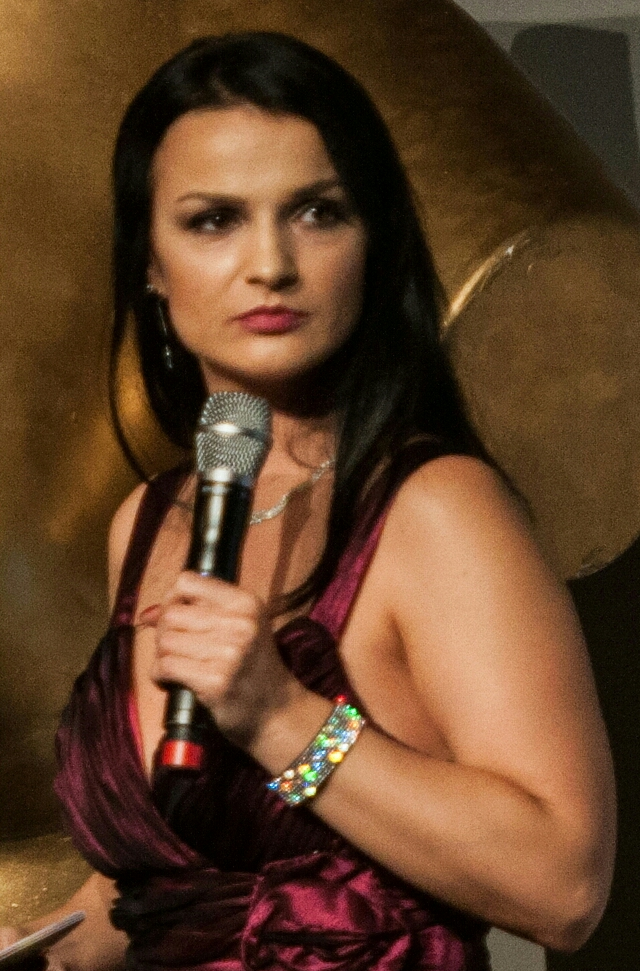
Maria Mia bei den Venus Awards 2014

Maria Mia (* 25. September 1980 in Berlin) ist eine deutsche Pornodarstellerin.

## Leben
In Berlin besuchte sie die Schule und absolvierte eine Berufsausbildung zur Einzelhandelskauffrau. Mit 18 Jahren wurde Maria Mia Fotomodell für erotische Fotos. Später begann sie als Camgirl auf diversen Internetportalen tätig zu werden. Nebenbei modelte Maria Mia für diverse Zeitschriften wie Coupé und Blitz-Illu sowie für private Fotografen.
Mia wurde mit mehreren Erotik-Awards ausgezeichnet. Bei der Verleihung der Venus Awards 2014 in Berlin übernahm sie gemeinsam mit dem Schauspieler Frank Kessler die Moderation.

## Auszeichnungen
- 2009 – Erotixxx Award für „Best Cross Over Star 2009“
- 2010 – Erotixxx Award – „Best Live-Act“
- 2011 – Venus Award – „Best Erotic Entertainment Duo Germany“[1]

## Filmografie (Auswahl)
- Moderation und Darstellerin in der Serie Hauptstadtporno
- White Dreams – Girls Like Us
- Domina Sessions
- Inflagranti Allstars
- Berlin Pervers
- Die Schmiede der Stars – 20 Jahre Magma
- Fetisch-Zone: Knisternde Lust
- Sekretärinnen… bereit zum Diktat!
- Rocker Queens
- Resi auf der Alm 3 – In der Wildnis geritten
- Machine Sex 2
- Sex mol Kölle Alaaf!
- Lesbische Wasserspiele
- Stars Privat: Salma de Nora
- Die Schweiz sucht den Erotikstar 2
- Cabaret Berlin
- Eine unmoralische Prüfung
- Das Lesbencasting 2: Annika Bond
- Das Lesbencasting 3: Xania Wet
- Jana Bach – Living Hardcore
- Sexy Skipperinnen – Girlfriends on Tour 3